# Regino Hernández Martín
Regino Hernández Martín (Ceuta, 25 de julio de 1991) es un deportista español que compitió en snowboard, especialista en la prueba de campo a través.
Consiguió la medalla de bronce en la carrera de campo a través de los Juegos Olímpicos de Pyeongchang 2018, la tercera medalla en la historia de España en los Juegos Olímpicos de Invierno.

## Trayectoria
Nació en Ceuta, pero al año de edad se trasladó con su familia a Mijas (Málaga).
Participó en tres Juegos Olímpicos de Invierno, entre los años 2010 y 2018, obteniendo una medalla de bronce en Pyeongchang 2018, el 21.er lugar en Sochi 2014 y el 31.o en Vancouver 2010.
Ganó una medalla de plata en el Campeonato Mundial de Snowboard de 2017, en la prueba de campo a través por equipos (junto con Lucas Eguibar).
Tras su medalla olímpica de 2018, fue condecorado con el Premio Nacional del Deporte Rey Felipe; además, el Ayuntamiento de Mijas renombró la Ciudad Deportiva de Las Lagunas como Ciudad Deportiva Regino Hernández Martín.
En enero de 2022 se retiró de la competición, después de no haber logrado la clasificación para los Juegos Olímpicos de Pekín 2022.

## Medallero internacional
| Juegos Olímpicos   | Juegos Olímpicos            | Juegos Olímpicos  | Juegos Olímpicos           |
| Año                | Lugar                       | Medalla           | Prueba                     |
| ------------------ | --------------------------- | ----------------- | -------------------------- |
| 2018               | Pyeongchang (Corea del Sur) | Medalla de bronce | Campo a través             |
| Campeonato Mundial |                             |                   |                            |
| Año                | Lugar                       | Medalla           | Prueba                     |
| 2017               | Sierra Nevada (España)      | Medalla de plata  | Campo a través por equipos |